# شفا بدران
شفا بدران أحد مناطق عمان الشمالية الجديدة. تقع شمال العاصمة الأردنية عمّان. وتبعد عن وسطها حوالي (20)كم، وتقع ضمن لواء الجامعة ويبلغ عدد سكان المنطقة نحو (35) ألف نسمة، وتبلغ مساحة المنطقة حوالي (45) ألف دونم وارتفاعها عن مستوى سطح البحر من 700م إلى 1000م تقريباً. تعدّ شفا بدران منطقة جبلية صخرية ويخترقها شارع الأردن السريع. من أهم معالمها إدارة ترخيص السواقين والمركبات والمديرية العامة لقوات الدرك، وكانت تسمى في السابق (خربة بدران). وتمتاز شفا بدران باعتدال مناخها صيفا وشدة برودته شتاءً، حيث تعد من أكثر المناطق تعرضا لتساقط الثلوج في عمّان، نتيجة لارتفاعها.

## أحيائها
1. ذهيبة
2. عيون الذيب
3. أم العروق
4. أم بلانة
5. طاب كراع
6. إسكان الأمانة
7. أبو القرام
8. المقرن
9. مرج الفرس
10. مرج الاجرب
11. زينات الربوع
12. إسكان قصر العدل
13. الكوم الغربي من مناطق الرصيفة تم ضمه مؤخرا (وهو الجبل المقابل الجبل الشرقي)
14. الكوم الشرقي تابع أيضا للرصيفة (وهو الجبل المقابل لمنطقة كوم ياجوز أو (كوم باشا عبد الله باشا الداوود) وأصبح من ضمن الحدود شفابدران لاحقا بالمسمى ولكنه يتبع ببعض الأمور للرصيفه في قطاعات عدة مثل البلدية والصحة والتربية واللواء وغيرها
15. الأمير حمزة
16. القصبات
17. الموحدين[1]

## نبذه تاريخية

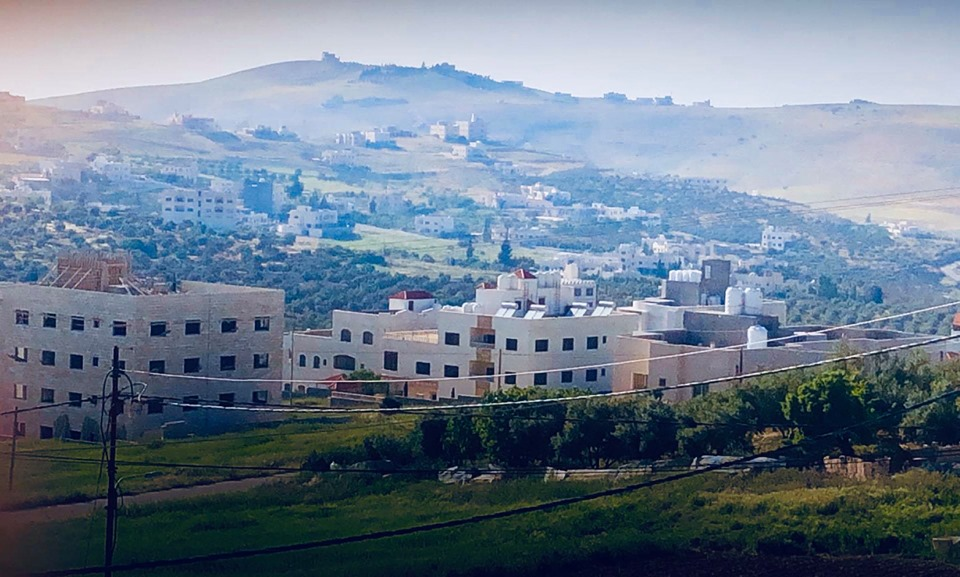
صورة توضح جبال منطقة شفا بدران و إطلالة المباني في المنطقة وطبيعة المنطقة الحضرية

نبذة تاريخية عن المنطقة.

### المعالم الأثرية
يوجد بالمنطقة العديد من المعالم الأثرية الموجودة في قرية كوم ياجوز التي تحتوي على آثار رومانية منها:
خربة ياجوز الأثرية أو خربة مدراج

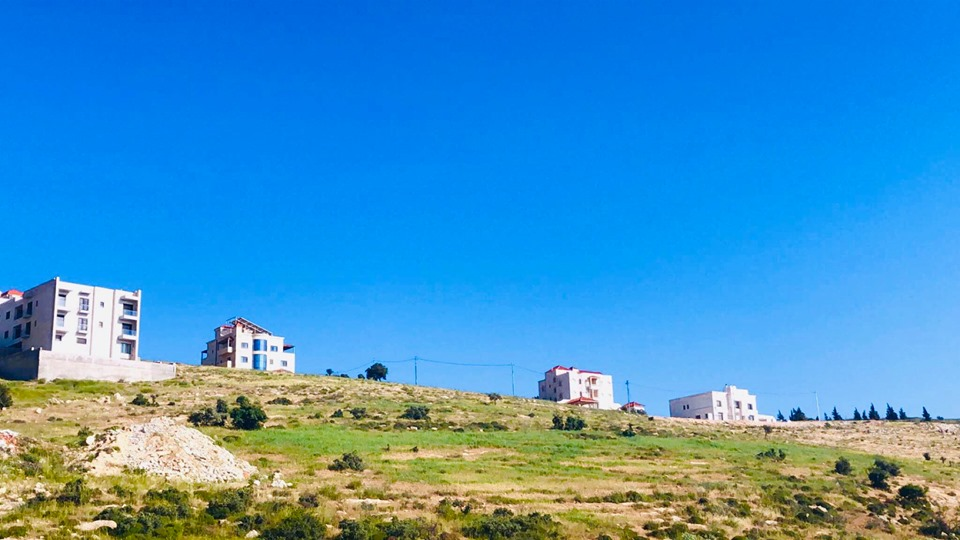
صورة توضح طريقة توزيع المباني على سفوح جبال منطقة شفا بدران في العاصمة عمان

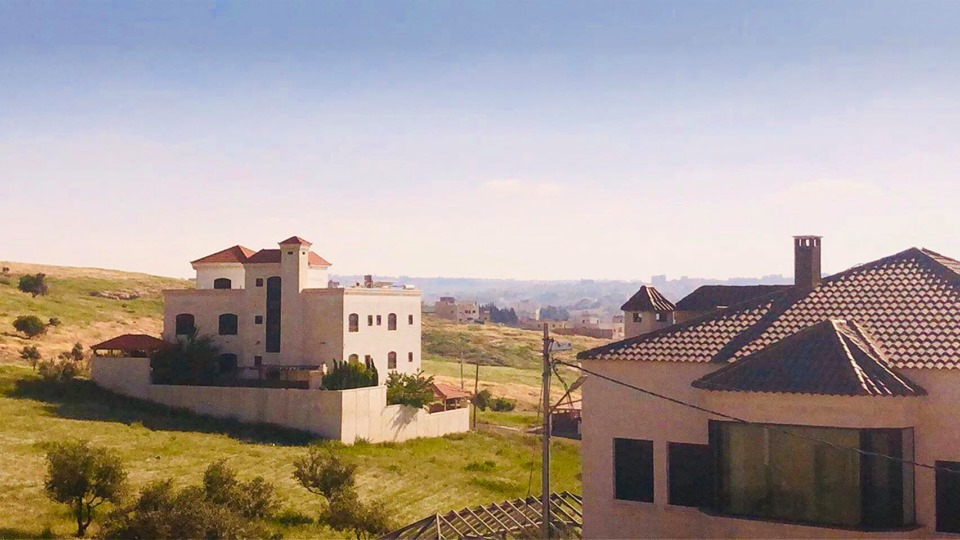
صورة توضح طريقة بناء المنازل في منطقة شفا بدران وعدم الإكتظاظ السكاني في المنطقة وانتشار الاراضي الخضراء

تقع خربة ياجوز على بعد 11 كم شمال شرق العاصمة الأردنية عمّان، وهي مدينة أثرية بيزنطية اقيمت على انقاض مدينة رومانية سابقة تعود للفترة من القرن الرابع الميلادي حتى أواخر القرن السابع الميلادي.
كوم ياجوز أو مسجد عبد الله باشا الداود
وهو مسجد أثري يقع في شفا بدران شمال العاصمة الأردنيّة عمّان. يعود تاريخه إلى الحقبة العثمانيّة المتأخرة، وهو منسوب إلى أحد شيوخ المنطقة، وهو عبد الله باشا الداود.
كما يوجد عدد من اشجار البطم المعمرة والتي يزيد عمرها عن ألف عام بمقبرة ياجوز الإسلامية.

#### سبب التسمية
معنى كلمة شفابدران فهي تتكون من جزئين فالشفا دالٌّ على ارتفاع الموقع وهواؤه النقي العليل، أما بدران فيرتبط باسم شخص قصد المنطقة بحثاً عن الشفاء فسكن بها فتره من الزمن وقد شُفي من مرضه بإذن الله.

##### المجالس القروية
كان بالمنطقة ثلاث مجالس قروية (مجلس قروي شفابدران ومرج الفرس وياجوز)

###### انضمامها لأمانة عمان الكبرى
انضمت منطقة شفابدران إلى أمانة عمان الكبرى بتاريخ 1/1/1987 لتكون المنطقة رقم (19)

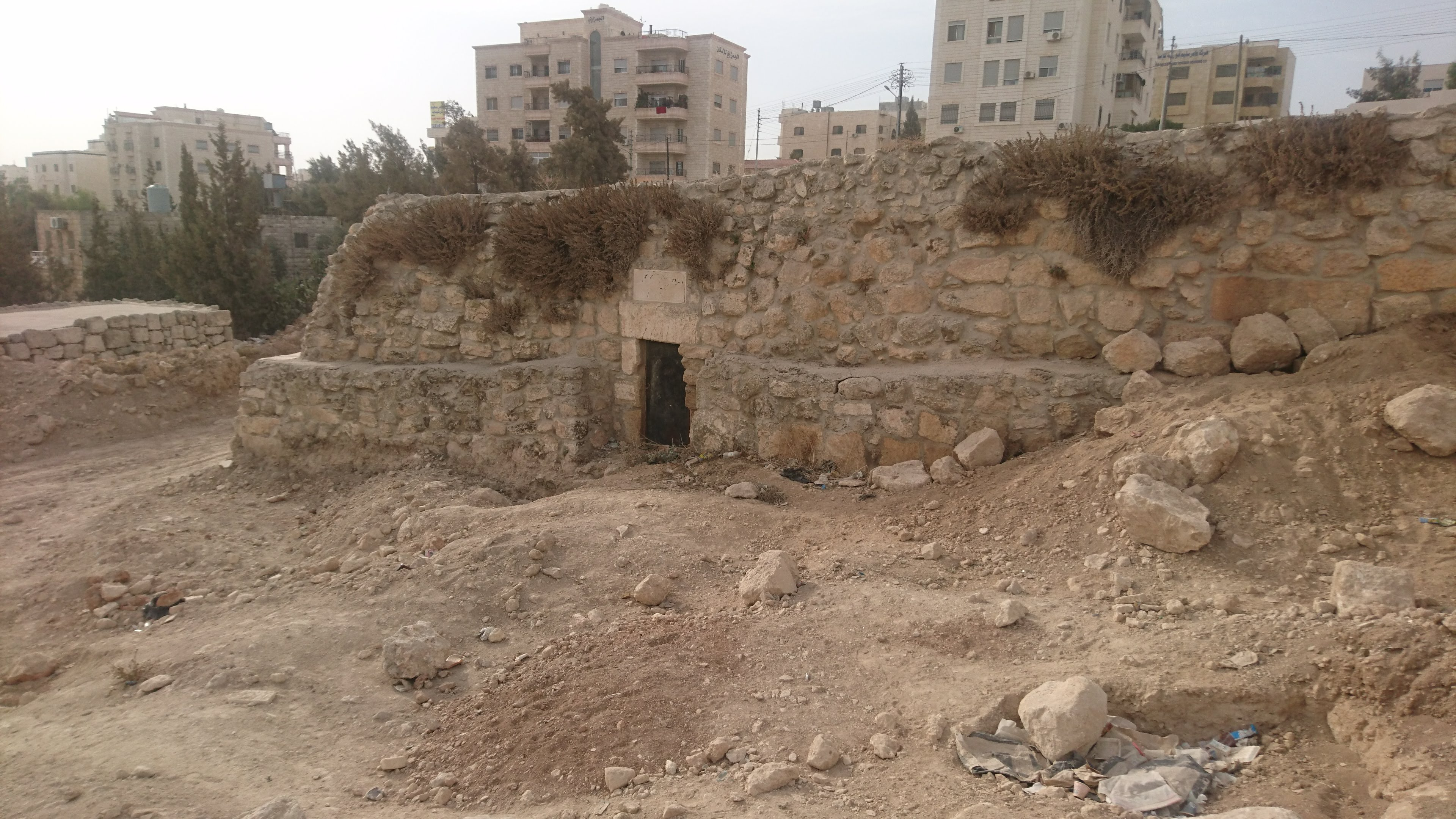
آثارالمنطة

## التعليم
1. جامعة العلوم التطبيقية الخاصة
2. جامعة البلقاء التطبيقية (كلية عمان الجامعية)
3. أكاديمية العلوم البحرية
4. أكاديمية الربوة الدولية
5. خربة ياجوز مدارس الإتفاق
6. أكاديمية ريماس
7. مدرسة مرج الفرس
8. مدارس السابلة الخاصة
9. مدرسة ياجوز الثانوية للبنين
10. مدرسة مي زيادة الثانوية المختلطة
11. مدارس العلوم التطبيقية الخاصة
12. مدرسة ابن طفيل
13. مدرسة المروج الثانويه للبنات
14. مدارس الأوائل الخاصة
15. مدرسة ياجوز الأساسية

خربة ياجوز

16. مدرسة سيف الدولة الحمداني الثانوية
17. مدرسة حفصة بنت عمر الأساسية المختلطة للبنات
18. مدرسة ابن باجه التربوية الخاصة

## الحدود التنظيمية
منطقة طارق والجبيهة (الجنوب)
بلدية الرصيفة (الشرق)
بلدية أم رمانة ورجم الشوف (الشمال)
منطقة أبو نصير (الغرب)

## الشوارع
1. شارع شفا بدران ويمتد من طريق ياجوز جنوبا إلى طريق بيرين شمالا
2. شارع العرب ويصل بين أبو نصير وحتى بداية مرج الفرس